# إنتاج الفاكهة في إيران

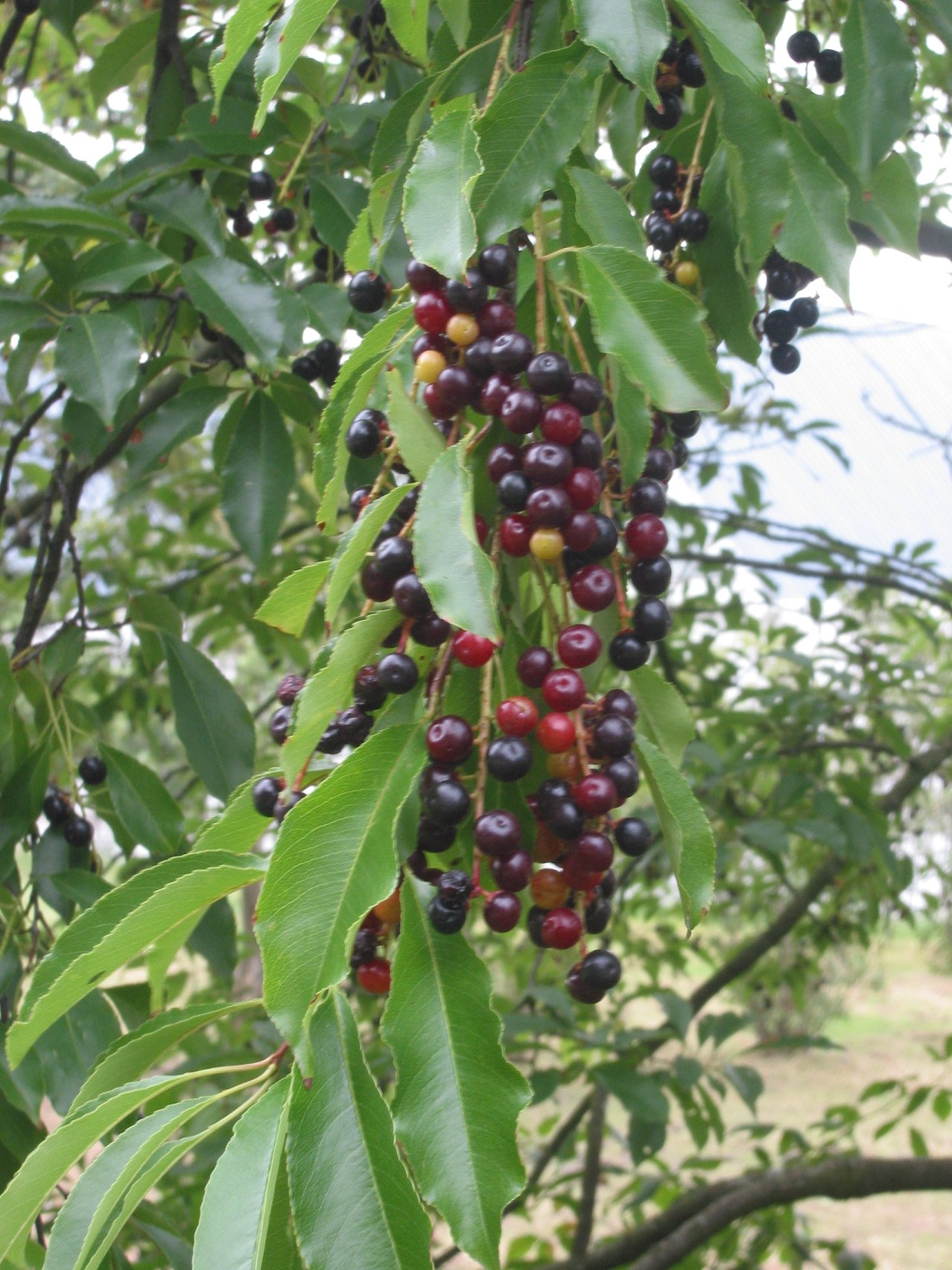
فاكهة الكرز الأسود

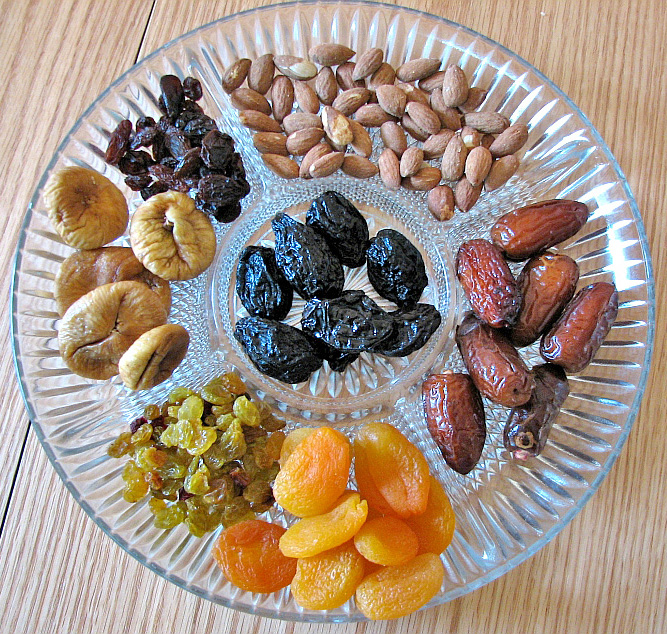
فاكهة مجففة

تتصدر إيران دول الشرق الأوسط وأفريقيا في إنتاج الفاكهة على اختلاف أنواعها كالرمان و الجوز الفارسي والبطيخ والكيوي والخوخ والبرتقال والزبيب.